# La Chapelle-Baloue
La Chapelle-Baloue este o comună în departamentul Creuse din centrul Franței. În 2009 avea o populație de 132 de locuitori.

## Evoluția populației
| An        | 1975 | 1982 | 1990 | 1999 | 2006 | 2009 |
| --------- | ---- | ---- | ---- | ---- | ---- | ---- |
| Populație | 228  | 197  | 151  | 143  | 139  | 132  |